# A-Sun Wu
A-Sun Wu, né en 1942 à Taïwan, est un artiste taïwanais de renommée internationale. À la fois peintre et sculpteur, c'est l'un des plus éminents spécialiste des arts premiers. Il crée des œuvres notamment dans l'esprit des masques Dogons et Hopis.

## Biographie
Licence aux Beaux Arts de l'Université Nationale Normale de Taïpei en 1968 puis il étudie de 1971 à 1973 à l'Académie San Fernando de Madrid, dont il sort diplômé d'un master d'arts plastiques.
Il vit et travaille à New York de 1974 à 1977 puis effectue de nombreux déplacements en Afrique, il séjourne en Amazonie et au Brésil de 1982 à 1984, en Afrique de 1984 à 1985 puis effectue de nombreux déplacements dans le Pacifique Sud et dans l'Irian Jaya de 1987 à 1989.
Depuis 1990 il vit entre Paris et Taipei, où il possède un double atelier.
En 1988, année où il expose au Trianon du Jardin de Bagatelle, il est nommé Chevalier dans l'ordre des Arts et Lettres Français.
En 2003 il crée une sculpture nommée New New Hope afin de décorer la tour Taipei 101, cette sculpture a choqué les mondes des affaires et politiques et a finalement été mise au rebut.

## Hommage
La commune du Touquet-Paris-Plage, qui a accueilli les œuvres de A-Sun Wu, lui rend hommage en apposant une plaque, avec la signature et les empreintes des mains de l'artiste, sur le sol du jardin des Arts.

## Expositions
- 1998 - Exposition au Trianon du Jardin de Bagatelle dans le cadre du 2e Festival de l'imaginaire, février-mars 1998[4]
- 2000-2001 - Il expose au Musée Paul-Valéry à Sète[5]
- 2007 - Galerie Sapone, Nice
- 2009 - La jungle : Inspirations révélatrices, au State Russian Museum dans le Palais de Marbre à Saint-Pétersbourg[6]
- 2010 - Exposition « 100 artistes pour l'Angélus » à Barbizon (mai-juillet)[7]
- 2010 - Il est présent à l'Exposition universelle de 2010 à Shanghai sur le Pavillon de Taïwan[8]

## Œuvres dans les musées
À Taïwan il est présent au Kaohsiung Museum of Fine Arts : 
- 1980- Ritual Dance[9]
- 2004 - Early Summer Dream[9]

En France A-Sun Wu est présent au 1er étage du musée Paul Valéry à sète (musée de France),
Au Portugal au Museu Internacional de Escultura Contemporânea de Santo Tirso,

## Lectures
- A-Sun Wu: une exposition de la Maison des cultures du monde présentée à la Galerie du Trianon de Bagatelle dans le cadre du 2e Festival de l'imaginaire, février-mars 1998, Michel Nuridsany, Maison des cultures du monde (Paris) 1998, 68 pages[4]
- A-SUN WU: Un itinerari entre mestissatge i expressionisme[13]
- The image of man in Africa : A-Sun works, par A-Sun Wu, A-Sun's Works Pub. Committee, 1981[14]
- A-Sun Wu par, 2003, Acatos  (ISBN 978-2-940332-00-7), monographie sur le peintre taiwanais A-Sun Wu par Pascal Bonafoux, Gérard Denizeau et Gérard Xuriguera[15]